# Сомма (вулкан)
Сомма — стародавній вулкан, розташований на півдні Італії, півкільцевий вал якого, сформований після руйнування при кальдероутворенні, охоплює з північно-західного боку вулканічний конус Везувію. Залишки Сомми свідчать, що початкова висота цього вулкану значно перевищувала висоту Везувію, який пізніше утворився на його місці.
Вулкан дав ім'я вулканологічному терміну, що визначає залишки старого вулкана, який створює кільцевий або півкільцевий вал навколо більш молодого внутрішнього вулканічного конуса.
| Італія | Це незавершена стаття з географії Італії. Ви можете допомогти проєкту, виправивши або дописавши її. |